# Theridion desertum
Theridion desertum là một loài nhện trong họ Theridiidae.
Loài này thuộc chi Theridion. Theridion desertum được A. V. Ponomarev miêu tả năm 2008.